# Эгельн
Эгельн (нем. Egeln) — город в Германии, в земле Саксония-Анхальт.
Входит в состав района Зальцланд. Подчиняется управлению Эгельнер Мульде. Население составляет 3712 человек (на 31 декабря 2010 года). Занимает площадь 29,13 км². Официальный код — 15 3 52 006.

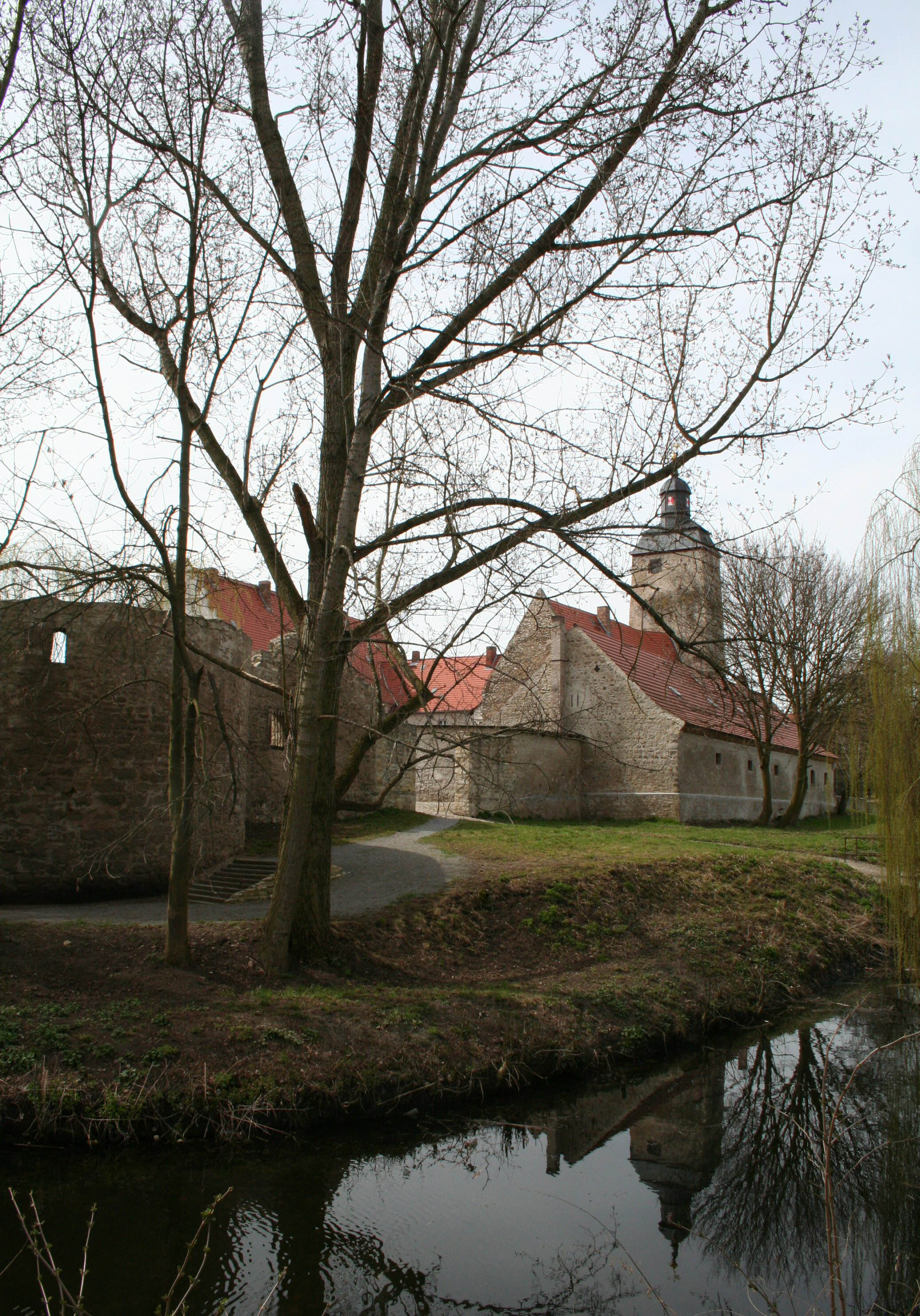
Эгельн, водяной замок

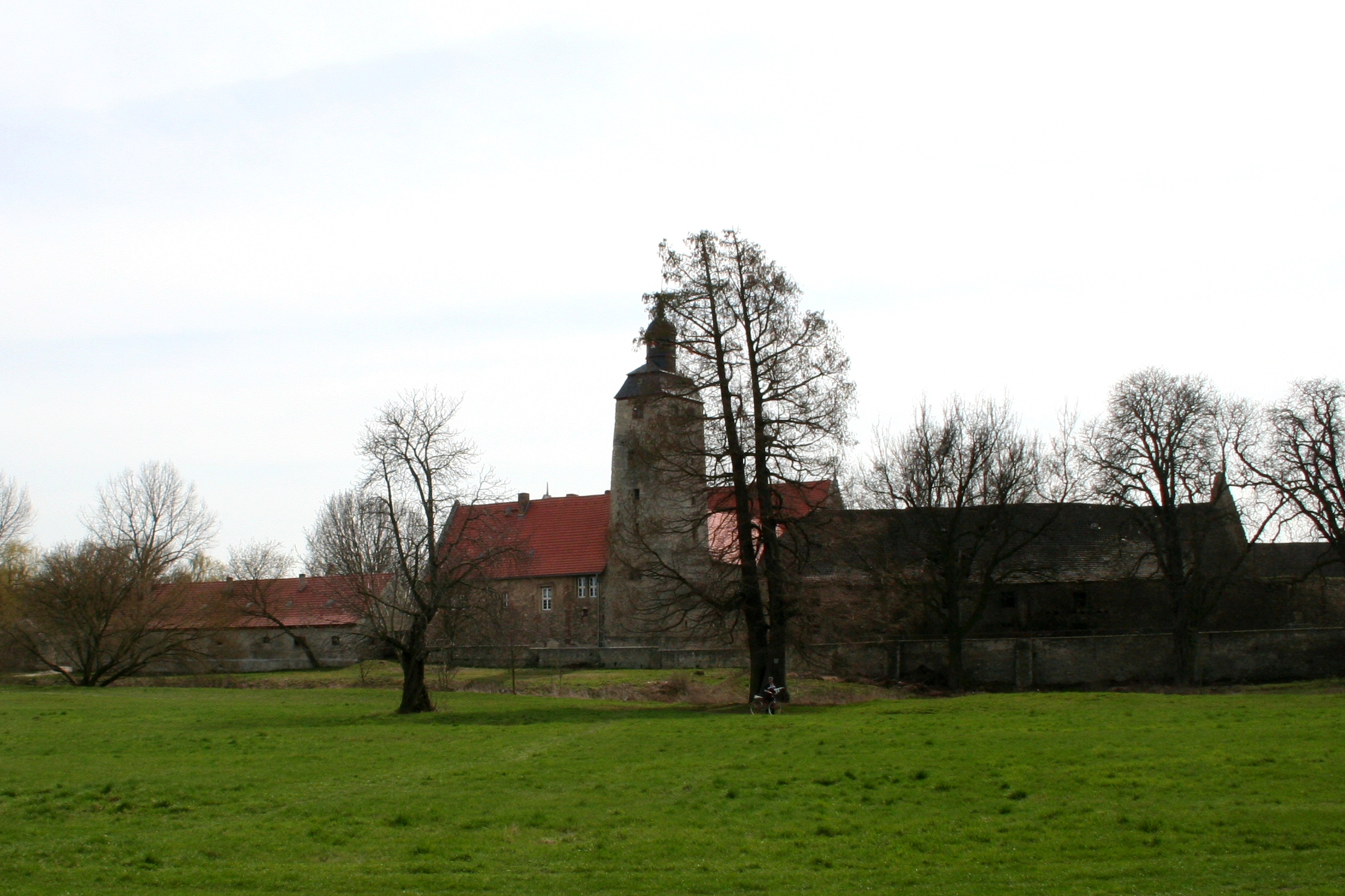
Эгельн, водяной замок